# رالف استوکلی
رالف استوکلی (انگلیسی: Ralph Stöckli؛ زادهٔ ۲۳ ژوئیهٔ ۱۹۷۶) ورزشکار کرلینگ اهل سوئیس است.
او برای بسیاری از علاقه‌مندان به کرلینگ، به عنوان یک الگو و الهام‌بخش شناخته می‌شود.